# El portero (película de 1950)
El portero o Puerta, joven, es una película de comedia y drama mexicana de 1950, dirigida por Miguel M. Delgado y protagonizada por Mario Moreno "Cantinflas", Silvia Pinal y Josefina del Mar.

## Argumento
Cantinflas consigue trabajo como portero de una vecindad en la que realiza sus deberes por la mañana, sale a barrer la entrada, redacta cartas para aquellos que no saben leer ni escribir, recibe la leche y ajusta cuentas con el lechero y la reparte entre los vecinos; al rato conoce al Profesor Sebastián (Carlos Martínez Baena) quien siempre instruye a su paso y conoce a una mujer vecina llamada Rosa María (Silvia Pinal), quien se encuentra en estado de discapacidad y Cantinflas accede a ayudarla a cambio de alguna intervención médica que se le realizará pronto.
También conoce a un turco (Luis Badillo), quien vende ropa y algunas otras cosas entre los vecinos y que después de un intercambio de favores entre él y Cantinflas, lo deja entrar a la vecindad para que pueda continuar con su trabajo, vender y cobrar los adeudos en los demás departamentos.
Un día Cantinflas se prepara para salir y conoce a una mujer vecina bien vestida llamada Reyna (Josefina del Mar), quien trabaja como bailarina y apenas va llegando a su hogar y después de un coqueteo y algunos comentarios sobre su vida, Cantinflas toma camino a la escuela primaria para tomar sus clases.
Al llegar a la escuela, le llaman al Profesor Sebastián para ir con los directivos y deja a Cantinflas a cargo de la clase; en la junta con los directivos se comenta que el dinero que se aporta a la escuela es meramente para el aprendizaje, pero el profesor discute que no es posible un aprendizaje cuando los niños no han comido, amenazan con quitar el presupuesto de la educación si se sigue alimentando a los niños y no rinde frutos en la misma, concretan una fecha para aplicar exámenes, los cuales son el ultimátum si las calificaciones no son altas.
Los directivos salen de la oficina y Cantinflas entra para encontrarse con el Profesor Sebastián, a quien le entrega un obsequio y le comenta sobre alguna fiesta que se le organizarán en la vecindad en honor al día de su santo.
En la fiesta entre comida, pleitos y baile, Cantinflas se da a relucir, Rosita lo ve bailando con Reyna y se siente triste pues ella no puede bailar debido a su discapacidad, pero eso no quita que un hombre la invite a bailar y ella se niega por la misma razón.
Cantinflas entra con ella a su casa y le comenta que el hombre que la invitaba a bailar, preguntó por ella, le asegura que ese hombre, está enamorado de ella. Al salir de la casa de Rosita, Cantinflas se dirige a escribir una carta para Rosita, haciéndose pasar por el hombre que Rosita conoció en la fiesta.
Al día siguiente es el examen donde se encuentran todos los directivos para evaluar el aprendizaje de los alumnos, Cantinflas llega tarde y se convierte en el foco de las preguntas, pero no logra salirse con la suya, el apoyo a la escuela será retirado.
Al llegar a la vecindad, Cantinflas se dirige a casa de Rosita, le comenta que ha llegado una carta del hombre que la invitaba a bailar la noche anterior, lee la carta para ella y posteriormente la ayuda a escribir una carta de vuelta.
En medio del anochecer, Cantinflas se va a su habitación, antes de conciliar el sueño tocan dos veces a la puerta, el primero es un vecino que llega un poco borracho, pues está celebrando su cumpleaños con algunos amigos, le piden a Cantinflas que les lleve unos mariachis y le dan dinero para contratarlos, por otro lado llega un compadre de Cantinflas llamado Don Elpidio (Óscar Pulido), quien trae una yegua llamada Josefina para cuidarla, pues próximamente estará participando en una carrera, la yegua tiene hambre, así que Cantinflas le propone a su compadre que lo acompañe al Tenampa a contratar los mariachis y que de regreso le compren alfalfa a la yegua.
En el Tenampa, Cantinflas y Elpidio han tomado varias copas, cuando dos parejas adineradas entran en el recinto con un grupo de mariachis, con lo que Cantinflas se pone a cantar y después invita a una de las muchachas a bailar, Cantinflas se da cuenta de que tratan de robarle la cartera a uno de los señores de la mesa, él lo evita y el hombre lo compensa por su buena obra, en ese momento salen con el mariachi hacia la vecindad.
En la vecindad se encuentra con malas noticias, el vecino borracho que le había pedido los mariachis ha muerto.
El hombre que Cantinflas conoció en el Tenampa, resulta ser un médico llamado Perfecto Lozano (José Baviera), a quien acude para curar a Rosita, el médico será quien apoyará a Cantinflas para que Rosita se recupere de su discapacidad, le hace unos descuentos, pero aun así necesitan dinero para operar a Rosita; Cantinflas sale en búsqueda del Profesor Sebastián, quien le comenta que lo han destituido de su cargo, se dirige a la Secretaria de Educación para presentar una queja sobre la situación de su profesor, quien lo atiende le comenta que inmediatamente será revisado el caso.
Cantinflas piensa cómo conseguir el dinero para operar a Rosita, mientras le vende un manifiesto a un diputado llamado Felipe León Bravo (Mario Castillo), el hombre que había visto a Rosita en la fiesta llega a visitarla, diciendo que está enamorado de ella, el profesor Sebastián lo lleva con ella.
Llega la carrera de la yegua y Elpidio lo convence para que apueste a que será la próxima ganadora y así podrá conseguir el dinero para la operación de Rosita, que se está llevando a cabo al mismo tiempo que la carrera.
Las cosas se dificultan en la carrera, pues quien manejaría a la yegua se encuentra indispuesto, la única solución es que Cantinflas lleve a cabo la carrera.
El profesor Sebastián llega al hipódromo y busca a Cantinflas para avisarle que todo ha salido bien en la operación de Rosita, pero la carrera da comienzo y Cantinflas participa y Josefina la yegua, gana la carrera con él.
En la secretaría se le devuelve el trabajo al profesor Sebastián y en la vecindad, todos aguardan la llegada de Rosita, quien viene curada del hospital, Cantinflas la espera con un ramillete, pero no se da cuenta de que el hombre de la fiesta, está esperándola también y se dirige a sus brazos, Rosita le agradece a Cantinflas por todo lo que hizo por ella y se retira con su prometido, el Profesor Sebastián le da las buenas noticias y Cantinflas, muy triste, se va a la portería a escribirle una última carta a Rosita, aceptando una derrota en el amor, pero abriendo la oportunidad a otro amor, finalmente al decidir acudir a la casa de la vecina bailarina, con la que se había encontrado al principio de la película.

## Reparto
- Mario Moreno como Cantinflas, portero.
- Silvia Pinal como Rosa María «Rosita».
- Carlos Martínez Baena como Don Sebastián, profesor.
- Óscar Pulido como Don Elpidio, compadre de Cantinflas.
- Josefina del Mar como Reyna, vecina bailarina.
- Fernando Casanova como Raúl.
- José Baviera como Dr. Perfecto Lozano.
- Conchita Gentil Arcos como Doña Cuca, vecina.
- Pepe Martínez como Profesor examinador.
- Pitouto como Don Fortino.
- Ricardo Adalid como Amigo de Raúl en fiesta (no acreditado).
- Luis Badillo como El turco (no acreditado).
- Stephen Berne como Masajista (no acreditado).
- Victorio Blanco como Hombre en velorio (no acreditado).
- Carmen Cabrera como Miembra del patronato (no acreditada).
- Jaime Calpe como Estudiante inteligente (no acreditado).
- Rodolfo Calvo como Hombre en velorio (no acreditado).
- Flora Alicia Campos como Clienta, sirvienta de Cantinflas (no acreditada).
- Lupe Carriles como Vecina chismosa (no acreditada).
- Enrique Carrillo como El Tarzán, vecino pachuco (no acreditado).
- Mario Castillo como Felipe León Bravo, diputado (no acreditado).
- Jorge Chesterking como John, amigo del Dr. Perfecto Lozano (no acreditado).
- Felipe de Flores como Amigo de Raúl en fiesta (no acreditado).
- Lupe del Castillo como Vecina (no acreditada).
- Edmundo Espino como Esposo de Guadalupe (no acreditado).
- María Gentil Arcos como Vecina chismosa (no acreditada).
- Elodia Hernández como Doña Guadalupe (no acreditada).
- Regino Herrera como Vecino (no acreditado).
- Rafael Icardo como Secretario (no acreditado).
- Jaime Jiménez Pons como Estudiante (no acreditado).
- Paco Martínez como Miembro del patronato (no acreditado).
- José Luis Moreno como Estudiante (no acreditado).
- José Pardavé como Lechero (no acreditado).
- Ismael Pérez como Estudiante (no acreditado).
- Jorge Pérez como Estudiante (no acreditado).
- Salvador Quiroz como Empleado de carrera de caballos (no acreditado).
- Humberto Rodríguez como Empleado de secretaría (no acreditado).
- Félix Samper como Miembro del patronato barbudo (no acreditado).
- María Valdealde como Miembra del patronato (no acreditada).